# Kalinovik (kommun)
Kalinovik är en kommun i Bosnien och Hercegovina.   Den ligger i entiteten Republika Srpska, i den sydöstra delen av landet, 40 km söder om huvudstaden Sarajevo.